# NGC 1930
NGC 1930 is een lensvormig sterrenstelsel in het sterrenbeeld Schilder. Het hemelobject werd op 29 december 1834 ontdekt door de Britse astronoom John Herschel.

## Synoniemen
- ESO 253-4
- PGC 17276